# Rhamphobrachium capense
Rhamphobrachium capense är en ringmaskart som beskrevs av Francis Day 1960. Rhamphobrachium capense ingår i släktet Rhamphobrachium och familjen Onuphidae. Inga underarter finns listade i Catalogue of Life.